# Оулавир Рагнар Гримсон
Оулавир Рагнар Гримсон (исл. Ólafur Ragnar Grímsson; Исафјердир, 14. мај 1943) био је председник Исланда од 1996. године до 2016. године.
Од 1962. године до 1970. године је студирао економију и политичке науке на Универзитету у Манчестеру. Након тога је био професор на Исландском универзитету политичких наука. Од 1988. године до 1991. године радио је у министарству финансија.
На изборима 2004. године је поново изабран за председника са 67,5% гласова. Изабран је пети пут за председника Исланда 2012. године.